# GSh-30-2機炮
GSh-30-2（又稱：GSh-2-30；俄罗斯国防部火箭炮兵装备总局代號：／）是一款由前苏联设计师格里亚舍夫与什普诺夫共同设计（其姓氏首字母G与Sh即GSh这个名称的由来）、現由俄罗斯卡拉什尼科夫集團（俄語：Концерн „Калашников“，俄语罗马化：Kontsern Kalashnikova，即原IZHMASH）為苏联及以後的俄罗斯军用航空器所生產的雙管機炮，發射30×165毫米電子底火型機炮炮彈。

## 概述
GSh-30-2機炮與同樣是由格里亚舍夫与什普诺夫共同设计的GSh-30-1並不相關，而是採用很像GSh-23L的嘉仕達原理及短行程後座作用式機炮。官方宣稱其射速約為3,000發／分。武器表面凹凸不平提升防塵性能，設計簡單和耐用，但也導致武器重量增加。GSh-30-2亦可發射在操作上符合適用資格的貧鈾增強穿甲彈。
GSh-30-2的目的是打擊毫無遮蔽的敵方部隊，對付可輕易地解決的地面目標，擊破在中短距離以內（包括具有裝甲）的空中目標。

## 其搭載機型
GSh-30-2是由Su-25「禿鼻烏鴉」攻擊機與Il-102攻擊機（實驗機）攻擊機藉由外部機炮筴艙攜帶。根據測量，它的尺寸是2,044×222×195毫米，炮管長度1,500毫米，而重量為105公斤。
GSh-30-2K是其修改版本，配備長度為2,400毫米的水冷式炮管，可變式射速，而尺寸則是2944×222×195毫米。它採用固定炮架方式安裝在Mi-24雌鹿直升機的後期型號，例如Mi-24P和Mi-24PV，作為取代初期型Mi-24的可旋轉的Yak-B 12.7毫米加特林機鼻機槍的武器之一（另一種武器是可旋轉的GSh-23L，後在對Mi-24的升級型號Mi-35M進行配置時改為採用裝於機頭下方且不可旋轉，但可前後上下左右移動）。

## 彈藥
該機炮可以發射以下類型的彈藥：
- OFZ-30（ОФЗ-30）—高爆燃燒彈（英语：High-explosive incendiary）（HEI）。
- OFZT-30（ОФЗТ-30）—高爆燃燒曳光彈（HEI-T）。
- BR-30（БР-30）—穿甲爆裂彈。
- ME-30（МЭ-30）—散彈。

## 衍生型
- GSh-2-30（ГШ-2-30，俄罗斯国防部火箭炮兵装备总局代號：9-A-623／9-А-623）
- GSh-2-30K（ГШ-2-30К，俄罗斯国防部火箭炮兵装备总局代號：9-A-623K／9-А-623К）
- GSh-2-30K2（ГШ-2-30К2，俄罗斯国防部火箭炮兵装备总局代號：9-A-623K2／9-А-623К2）
- GSh-2-30V（ГШ-2-30В）

## 使用國
- 白俄羅斯
- 俄羅斯
- 乌干达

### 前使用國
- 苏联（由繼承國所繼承）

## 資料來源
1. ↑  .   [2016-06-23]. （原始内容存档于2020-07-23）.

- Koll, Christian. . Austria: Koll. 2009: 303  [2020-09-25]. ISBN 978-3-200-01445-9. （原始内容存档于2009-10-19）.

## 外部連結
- （英文）—KBP Instrument Design Bureau.ru/en—
  - GSh-30 （页面存档备份，存于）
  - GSh-30K （页面存档备份，存于）
- （英文）—Modern Fighter Gun Effectiveness
- （西班牙文）—Municion.org—30x164 mm AO-18 para cañones navales y aeronáuticos GSh-30 / 30x165mm AO-18 / ECRA-ECDV 30 164 BGE 010